# Fritch

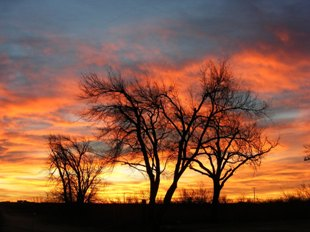
Lever du soleil près de Fritch, TX

Pour les articles homonymes, voir Fritch (homonymie).
La ville de Fritch est située dans les comtés de Hutchinson et Moore, dans l’État du Texas, aux États-Unis. Sa population s’élevait à 2 117 habitants lors du recensement de 2010, estimée à 2 032 habitants en 2016.

## Source
- (en) Cet article est partiellement ou en totalité issu de l’article de Wikipédia en anglais intitulé « Fritch, Texas » (voir la liste des auteurs).